# Darlene Zschech
Darlene Zschech (Brisbane, 8 september 1965) is een Australische aanbiddingsleidster en singer-songwriter.

## Levensloop
Darlene Zschech is de voormalige aanbiddingspastor van Hillsong Church - een pinkstergemeente - in Sydney (New South Wales). Ze is getrouwd met Mark Zschech en samen hebben ze drie dochters.
Haar lied "Shout to the Lord" uit 1995 is wereldwijd bekend geraakt en markeerde het begin van haar bekendheid als schrijfster van aanbiddingsliederen. In 2007 droeg ze haar taak als aanbiddingspastor over aan Reuben Morgan, omdat het toeren over de wereld hier niet meer mee samenging.
In januari 2011 namen zij en haar echtgenoot Mark Zschech na 25 jaar afscheid van Hillsong Church. Zij werden voorgangers van Church Unlimited in New South Wales.

## Discografie
- 2003: Kiss Of Heaven
- 2005: Change Your World
- 2011: You Are Love
- 2013: Revealing Jesus

## Liederen
Liederen die door Darlene Zschech zijn geschreven of waaraan ze heeft meegeschreven:
- Stone's Been Rolled Away (1993)
  - Your Name
- People Just Like Us (1994)
  - Shout to the Lord
- Friends in High Places (1995)
  - Praise His Holy Name
  - Rock of Ages met Geoff Bullock
  - Lord I Give Myself
- God Is in the House (1996)
  - God Is in the House met Russell Fragar
  - And That My Soul Knows Very Well met Russell Fragar
  - Let the Peace of God Reign
  - Walking in the Light
- All Things Are Possible (1997)
  - All Things Are Possible
  - I Live to Know You
  - I Know It
  - Glory to the King
- Touching Heaven Changing Earth (1998)
  - That's What We Came Here For met Russell Fragar
  - I Will Bless You Lord
  - Jesus You're All I Need
  - "The Potter's Hand
- By Your Side (1999)
  - Sing of Your Great Love
  - Free to Dance
- For This Cause (2000)
  - Here to Eternity met David Moyse
  - It Is You
- You Are My World (2001)
  - Irresistible
  - Glorious
  - To You
  - Worthy Is the Lamb
- Blessed (2002)
  - Blessed met Reuben Morgan
- Hope (2003)
  - My Hope
  - You Are
- For All You've Done (2004)
  - You Are Worthy
  - Glorify Your Name met David Holmes
- God He Reigns (2005)
  - Saviour
  - Know You More
- Mighty to Save
  - More to See met Mia Fieldes, Deborah Ezzy, Donia Makadonez en Nigel Hendroff
  - I Believe in You
  - At the Cross met Reuben Morgan
- Saviour King (2007)
  - One Thing met Marty Sampson
- This is our God (2008)
  - High and lifted up

## Trivia
Darlene Zschech d’r broer Daniel Steinhardt is onder gitaristen bekend als een van de twee presentatoren van youtubekanaal That Pedal Show.